# Roderick Miranda
Roderick Jefferson Gonçalves Miranda, noto semplicemente come Roderick Miranda (Odivelas, 30 marzo 1991), è un calciatore portoghese, difensore del Melbourne Victory.

## Carriera

### Club
Nel 2010 debutta con il Benfica, giocando sette partite in massima serie.
Il 31 agosto 2011 passa in prestito agli svizzeri del Servette. Fa il suo esordio con la maglia del Servette contro il Basilea (sconfitta in casa per 0-4), il 10 settembre 2011.

### Nazionale
Ha partecipato ai Mondiali Under-20 del 2011.

## Palmarès

### Club

#### Competizioni nazionali
- Coppa di Lega portoghese: 1

Benfica: 2010-2011
- Football League Championship: 1

Wolverhampton: 2017-2018